# Sweepstakes 500 1957
Sweepstakes 500 1957 var ett stockcarlopp ingående i Nascar Grand National Series (nuvarande Nascar Cup Series) som kördes 6 oktober 1957 på den 0,5 mile (804,672 meter) långa ovalbanan Martinsville Speedway i Ridgeway i Virginia. Totalt avverkades 250 miles (402,336 km) fördelat på 500 varv. Banunderlaget var asfalt på rakorna och betong i kurvorna. Totalt avverkades 250 miles (321,868 km) fördelat på 500 varv. Loppet vanns av Bob Welborn i en Chevrolet ägd av Welborn själv på tiden 3:58.00. Welborns snitthastighet var 66,025 mph. Prispotten uppgick till 15 350 dollar, varav 3 100 dollar gick till segraren.

## Resultat
| Plc     | Nr | Förare            | Team/ bilägare         | Konstruktör | Start | Varv | Ledda varv |
| ------- | -- | ----------------- | ---------------------- | ----------- | ----- | ---- | ---------- |
| 1       | 49 | Bob Welborn       | Bob Welborn            | Chevrolet   | 2     | 500  | 435        |
| 2       | 11 | Jimmy Massey      | Wood Brothers Racing   | Ford        | 16    | 500  | 7          |
| 3       | 42 | Lee Petty         | Petty Enterprises      | Oldsmobile  | 15    | 498  | 42         |
| 4       | 44 | Rex White         | Max Welborn            | Chevrolet   | 27    | 497  | 16         |
| 5       | 12 | Joe Weatherly     | Holman Moody           | Ford        | 4     | 493  | 0          |
| 6       | 97 | Bill Amick        | Team Amick Motorsports | Ford        | 33    | 491  | 0          |
| 7       | 47 | Jack Smith        | i.u.                   | Chevrolet   | 17    | 491  | 0          |
| 8       | 48 | Possum Jones      | Bob Welborn            | Chevrolet   | 10    | 490  | 0          |
| 9       | 38 | Gwyn Staley       | Julian Petty           | Chevrolet   | 12    | 489  | 0          |
| 10      | 8  | Tiny Lund         | i.u.                   | Chevrolet   | 37    | 486  | 0          |
| 11      | 10 | Whitey Norman     | Whitey Norman          | Ford        | 35    | 485  | 0          |
| 12      | 7  | Fireball Roberts  | Buck Baker Racing      | Chevrolet   | 13    | 482  | 0          |
| 13      | 71 | Glen Woood        | Wood Brothers Racing   | Ford        | 6     | 481  | 0          |
| 14      | 26 | Larry Frank       | Lonnie Fish            | Chevrolet   | 8     | 480  | 0          |
| 15      | 32 | Brownie King      | Jess Potter            | Chevrolet   | 25    | 477  | 0          |
| 16      | 22 | Marvin Panch      | Fireball Roberts       | Ford        | 9     | 473  | 0          |
| 17      | 41 | T.A. Toomes       | T.A. Toomes            | Dodge       | 38    | 473  | 0          |
| 18      | 26 | Jim Paschal       | Rice Racing            | Ford        | 23    | 470  | 0          |
| 19      | 45 | Eddie Pagan       | Eddie Pagan            | Ford        | 1     | 461  | 0          |
| 20      | 74 | L.D. Austin       | L.D. Austin            | Chevrolet   | 21    | 455  | 0          |
| 21      | 28 | Eddie Skinner     | Eddie Skinner          | Ford        | 36    | 453  | 0          |
| 22      | 90 | Emanuel Zervakis  | Donlavey Racing        | Chevrolet   | 20    | 447  | 0          |
| 23      | 87 | Buck Baker        | Buck Baker Racing      | Chevrolet   | 7     | 429  | 0          |
| 24      | 62 | Frankie Schneider | Frankie Schneider      | Chevrolet   | 5     | 426  | 0          |
| 25      | 4  | Art Binkley       | Smokey Yunick Racing   | Plymouth    | 28    | 242  | 0          |
| 26      | 93 | Ted Chamberlain   | Ted Chamberlain        | Chevrolet   | 26    | 426  | 0          |
| 27      | 51 | Roy Tyner         | Roy Tyner              | Ford        | 40    | 417  | 0          |
| 28      | 46 | Speedy Thompson   | Speedy Thompson        | Chevrolet   | 11    | 416  | 0          |
| 29      | 75 | Ken Rush          | Frank Hayworth         | Mercury     | 14    | 405  | 0          |
| 30      | 5  | Bill Champion     | Champion Racing        | Ford        | 30    | 399  | 0          |
| 31      | 19 | Dick Walters      | Dick Walters           | Plymouth    | 18    | 398  | 0          |
| 32      | 3  | Paul Goldsmith    | Smokey Yunick Racing   | Ford        | 22    | 334  | 0          |
| 33      | 84 | Banjo Matthews    | Matthews Racing        | Ford        | 29    | 334  | 0          |
| 34      | 78 | George Green      | Lonnie Fish            | Chevrolet   | 34    | 292  | 0          |
| 35      | 64 | Johnny Allen      | Spook Crawford         | Plymouth    | 19    | 242  | 0          |
| 36      | 68 | Neil Castles      | Neil Castles           | Ford        | 32    | 225  | 0          |
| 37      | 17 | Billy Myers       | Fred Harb              | Mercury     | 39    | 160  | 0          |
| 38      | 6  | Cotton Owens      | Nichels Engineering    | Pontiac     | 31    | 144  | 0          |
| 39      | 40 | Johnny Mackison   | Johnny Mackison        | Ford        | 3     | 133  | 0          |
| 40      | 1A | Bill Massey       | Whitey Norman          | Ford        | 24    | 86   | 0          |
| Källor: |    |                   |                        |             |       |      |            |